# Яншик, Силард
Силард Яншик (венг. Jansik Szilárd; род. 1994 или 6 апреля 1994, Цеглед, Пешт) — венгерский ватерполист, игрок сборной Венгрии. Бронзовый призёр летних Олимпийских игр 2020 года, чемпион мира 2023 года, чемпион Европы 2020 года. Участник двух летних Олимпийских игр (2020 и 2024 годов).

## Карьера
На клубном уровне Силард Яншик с 2014 года выступает за «Ференцварош». Пятикратный чемпион Венгрии (2018, 2019, 2022, 2023, 2024), победитель Лиги чемпионов (2019 и 2024).
С 2013 года привлекался к выступлениям за первую национальную сборную.
В 2020 году на домашнем чемпионате Европы венгерская сборная, в составе которой выступал Силард Яншик, завоевала золотые медали. В финальном матче Венгрия переиграла сборную Испании в серии послематчевых штрафных бросков.
В 2021 году принимал участие в летних Олимпийских играх в Токио, где венгры стали бронзовыми призёрами турнира.
На чемпионате Европы 2022 года в Хорватии, венгры, в составе которых выступал Силард, стали обладателями серебряных медалей. В финальном поединке они уступили сборной Хорватии 9:10.
В 2023 году Яншик принял участие в чемпионате мира, который состоялся в Фукуоке. В финальном матче против Греции потребовалась серия пенальти, которую венгры выиграли. На этом турнире Яншик был игроком основы.
На Олимпийских играх 2024 года в Париже Яншик и сборная Венгрии уступили американцам в серии послематчевых штрафных бросков в поединке за бронзовые медали, оставшись на четвёртом месте.
Силард Яншик — младший брат Давида Яншика, который также играл в сборной Венгрии по водному поло.

## Награды
- Золотой Крест «За Заслуги» (2021).